# Sandra Jenkins
Sandra Jenkins (Edmonton, 20 de julio de 1961) es una deportista canadiense que compitió en curling. Participó en los Juegos Olímpicos de Turín 2006, obteniendo una medalla de bronce en la prueba femenina.

## Palmarés internacional
| Juegos Olímpicos | Juegos Olímpicos | Juegos Olímpicos  | Juegos Olímpicos |
| Año              | Lugar            | Medalla           | Prueba           |
| ---------------- | ---------------- | ----------------- | ---------------- |
| 2006             | Turín (Italia)   | Medalla de bronce | Equipo           |